# Valle del Temo
Valle del Temo este o arie protejată (arie specială de conservare — SAC, sit de importanță comunitară — SCI) din Italia întinsă pe o suprafață de 1.934 ha, integral pe uscat.

## Localizare
Centrul sitului Valle del Temo este situat la coordonatele 40°20′29″N 8°33′06″E / 40.341389°N 8.551667°E.

## Înființare
Situl Valle del Temo a fost declarat sit de importanță comunitară în septembrie 1995 pentru a proteja 24 de specii de animale. Situl a fost protejat și ca arie specială de conservare în aprilie 2017.

## Biodiversitate
Situată în ecoregiunea mediteraneană, aria protejată conține 13 habitate naturale: Matorral arborescenți cu Laurus nobilis, Iazuri temporare mediteraneene, Galerii de Salix alba și de Populus alba, Păduri de Olea și Ceratonia, Pseudostepă cu ierburi și specii anuale de Thero-Brachypodietea, Ape stătătoare oligotrofe până la mezotrofe, cu vegetație de Littorelletea uniflorae și/sau de Isoëto-Nanojuncetea, Păduri de Quercus ilex și Quercus rotundifolia, Ape oligotrofe în general din solurile nisipoase vest-mediteraneene, cu un conținut foarte redus de minerale, cu Isoetes spp., Estuare, Galerii și tufărișuri riverane sudice (Nerio-Tamaricetea și Securinegion tinctoriae), Păduri de Quercus suber, Dehesas cu Quercus spp. perene, Tufărișuri termo-mediteraneene și de pre-deșert.
La baza desemnării sitului se află mai multe specii protejate:
- păsări (19): uliu porumbar (Accipiter gentilis arrigonii), pescăruș albastru (Alcedo atthis), Alectoris barbara, fâsă-de-câmp (Anthus campestris), acvilă de munte (Aquila chrysaetos), egretă mare (Ardea alba), pasărea ogorului (Burhinus oedicnemus), caprimulg (Caprimulgus europaeus), dumbrăveancă (Coracias garrulus), egretă mică (Egretta garzetta), Falco naumanni, șoim călător (Falco peregrinus), vulturul pleșuv sur (Gyps fulvus), sfrâncioc roșiatic (Lanius collurio), ciocârlie de pădure (Lullula arborea), gaia roșie (Milvus milvus), Sylvia sarda, silvie de tufiș (Sylvia undata), spârcaci (Tetrax tetrax)
- mamifere (2): liliacul mare cu potcoavă (Rhinolophus ferrumequinum), liliacul mic cu potcoavă (Rhinolophus hipposideros)
- pești (1): Alosa fallax
- reptile (2): țestoasa de baltă (Emys orbicularis), Euleptes europaea

Pe lângă speciile protejate, pe teritoriul sitului au mai fost identificate 15 specii de plante, 31 de specii de păsări.